# Trattato Corea-Stati Uniti del 1882
Il trattato Corea-Stati Uniti del 1882, ufficialmente "trattato di pace, amicizia, commercio e navigazione" (inglese: Treaty of Peace, Amity, Commerce and Navigation; hangŭl: 조·미수호통상조약; hanja: 朝美修好通商條約), noto anche come "trattato Shufeldt", fu negoziato tra i rappresentanti degli Stati Uniti d'America e quelli della Corea nel 1882.
La bozza finale del trattato, redatta in inglese e in hanja, fu approvata a Chemulpo (l'attuale Incheon) nei mesi di aprile e maggio 1884. Fu il primo trattato fra la Corea e una nazione occidentale.

## Contesto
Nel 1876, a seguito dell'incidente di Ganghwa, la Corea firmò con il Giappone un trattato commerciale. La sottoscrizione di questo trattato aprì la strada alla firma di quello con gli Stati Uniti e, in seguito, di quelli con alcuni Paesi europei.
I rapporti tra Cina e Corea furono un elemento essenziale del processo che portò a questo trattato e i cinesi svolsero un ruolo significativo nella sua negoziazione, anche se all'epoca la Corea era un Paese indipendente, come esplicitamente menzionato nel trattato stesso.

## Disposizioni del trattato
Il trattato, costituito da 14 articoli, stabiliva l'amicizia e l'assistenza reciproca in caso di attacco e affrontava alcune questioni specifiche, come i diritti extraterritoriali per i cittadini statunitensi in Corea e lo status commerciale di nazione più favorita.
- L'articolo 1 stabiliva che:

- L'articolo 2 riguardava lo scambio di rappresentanti diplomatici e consolari
- L'articolo 3 era relativo alle navi statunitensi naufragate sulle coste della Corea
- L'articolo 4 stabiliva la giurisdizione extraterritoriale degli Stati Uniti sui propri cittadini in Corea
- L'articolo 5 stabiliva che i mercantili e le navi mercantili pagheranno reciprocamente i dazi
- L'articolo 6 stabiliva i diritti reciproci di residenza e di protezione dei cittadini di entrambe le nazioni
- L'articolo 7 vietava l'esportazione o l'importazione di oppio
- L'articolo 8 riguardava l'esportazione di "prodotti di panetteria" e di ginseng rosso
- L'articolo 9 regolamentava l'importazione di armi e munizioni
- L'articolo 10 stabiliva i diritti reciproci all'impiego di manodopera autoctona
- L'articolo 11 era relativo agli scambi di studenti
- L'articolo 14 prevedeva la clausola di nazione più favorita

## Conseguenze
Il trattato fu preso come modello per quelli successivamente firmati dalla Corea con alcune nazioni europee, come la Germania nel 1883, la Russia e l'Italia nel 1884, la Francia nel 1886 e altri ancora.
Il trattato rimase in vigore anche dopo l'istituzione del protettorato giapponese sulla Corea nel 1905,, ma ebbe il suo termine con l'annessione giapponese della Corea nel 1910.